# Représentations diplomatiques de la Bosnie-Herzégovine

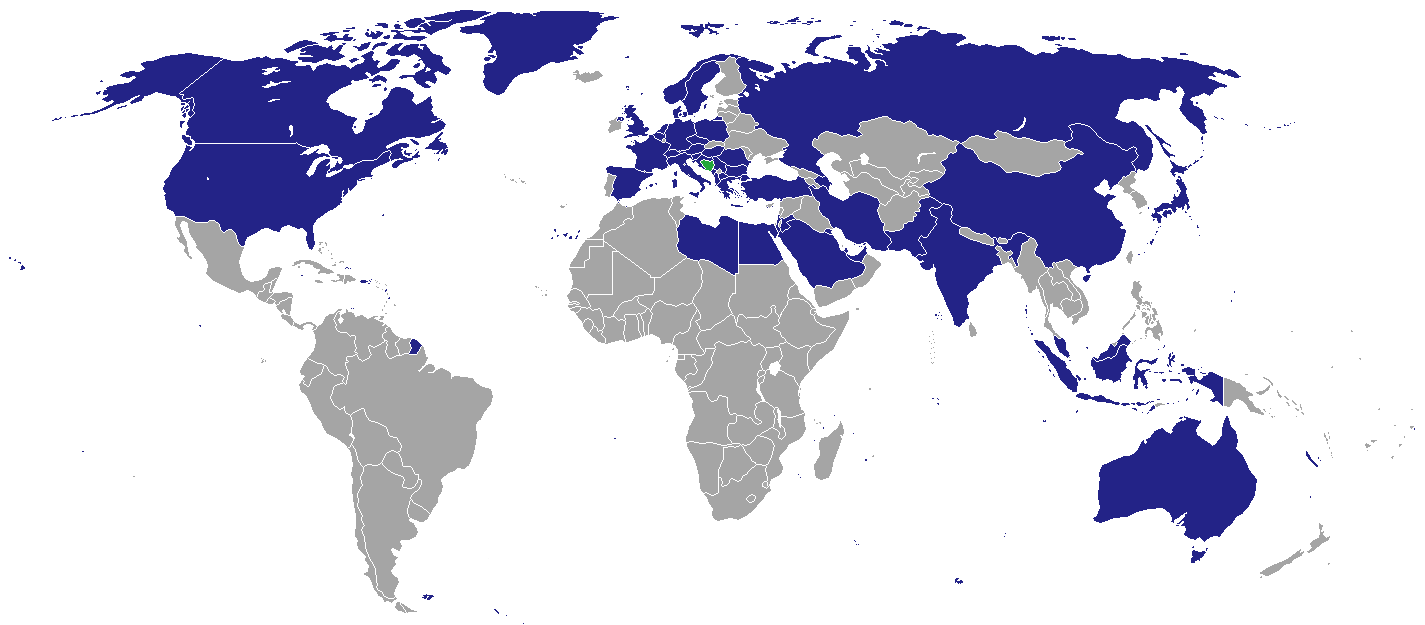
Représentations diplomatiques de la Bosnie-Herzégovine.

Cette liste comprend les représentations diplomatiques de la Bosnie-Herzégovine, à l'exclusion des consulats honoraires.

## Afrique
- Égypte
  - Le Caire (Ambassade)
- Libye
  - Tripoli (Ambassade)

## Amérique
- Canada
  - Ottawa (ambassade)
- États-Unis
  - Washington (ambassade)
  - Chicago (consulat général)

## Asie
- Arabie saoudite
  - Riyad (ambassade)
- Azerbaïdjan
  - Bakou (ambassade)
- Chine
  - Pékin (ambassade)
- Émirats arabes unis
  - Abou Dabi (ambassade)[1]
- Inde
  - New Delhi (ambassade)
- Indonésie
  - Jakarta (ambassade)
- Iran
  - Téhéran (ambassade)
- Israël
  - Tel Aviv-Jaffa (ambassade)
- Japon
  - Tokyo (ambassade)
- Jordanie
  - Amman (ambassade)
- Koweït
  - Koweït (ambassade)
- Malaisie
  - Kuala Lumpur (ambassade)
- Pakistan
  - Islamabad (ambassade)[2]
- Qatar
  - Doha (ambassade)[3]
- Turquie
  - Ankara (ambassade)
  - Istanbul (consulat général)

## Europe
- Albanie
  - Tirana (ambassade)
- Allemagne
  - Berlin (ambassade)[4]
  - Francfort (consulat général)
  - Munich (consulat général)
  - Stuttgart (consulat général)
- Autriche
  - Vienne (ambassade)[5]
- Belgique
  - Bruxelles (ambassade)
- Bulgarie
  - Sofia (ambassade)
- Croatie
  - Zagreb (ambassade)
- Danemark
  - Copenhague (ambassade)[6]
- Espagne
  - Madrid (ambassade)
- France
  - Paris (ambassade)
- Grèce
  - Athènes (ambassade)
- Hongrie
  - Budapest (ambassade)
- Italie
  - Rome (ambassade)
  - Milan (consulat général)
- Macédoine du Nord
  - Skopje (ambassade)
- Monténégro
  - Podgorica (ambassade)
- Norvège
  - Oslo (ambassade)
- Pays-Bas
  - La Haye (ambassade)
- Pologne
  - Varsovie (ambassade)
- République tchèque
  - Prague (ambassade)
- Roumanie
  - Bucarest (ambassade)
- Royaume-Uni
  - Londres (ambassade)
- Russie
  - Moscou (ambassade)
- Serbie
  - Belgrade (ambassade)
  - Novi Pazar (consulat général)
- Slovénie
  - Ljubljana (ambassade)
- Suède
  - Stockholm (ambassade)
- Suisse
  - Berne (ambassade)
- Vatican
  - Rome (ambassade)[note 1]

## Océanie
- Australie
  - Canberra (ambassade)[7]

## Organisations internationales
- Organisation pour la sécurité et la coopération en Europe
  - Vienne
- Union européenne
  - Bruxelles
- Conseil de l'Europe
  - Strasbourg
- OTAN
  - Bruxelles
- ONU
  - New York[8]
  - Genève

## Galerie

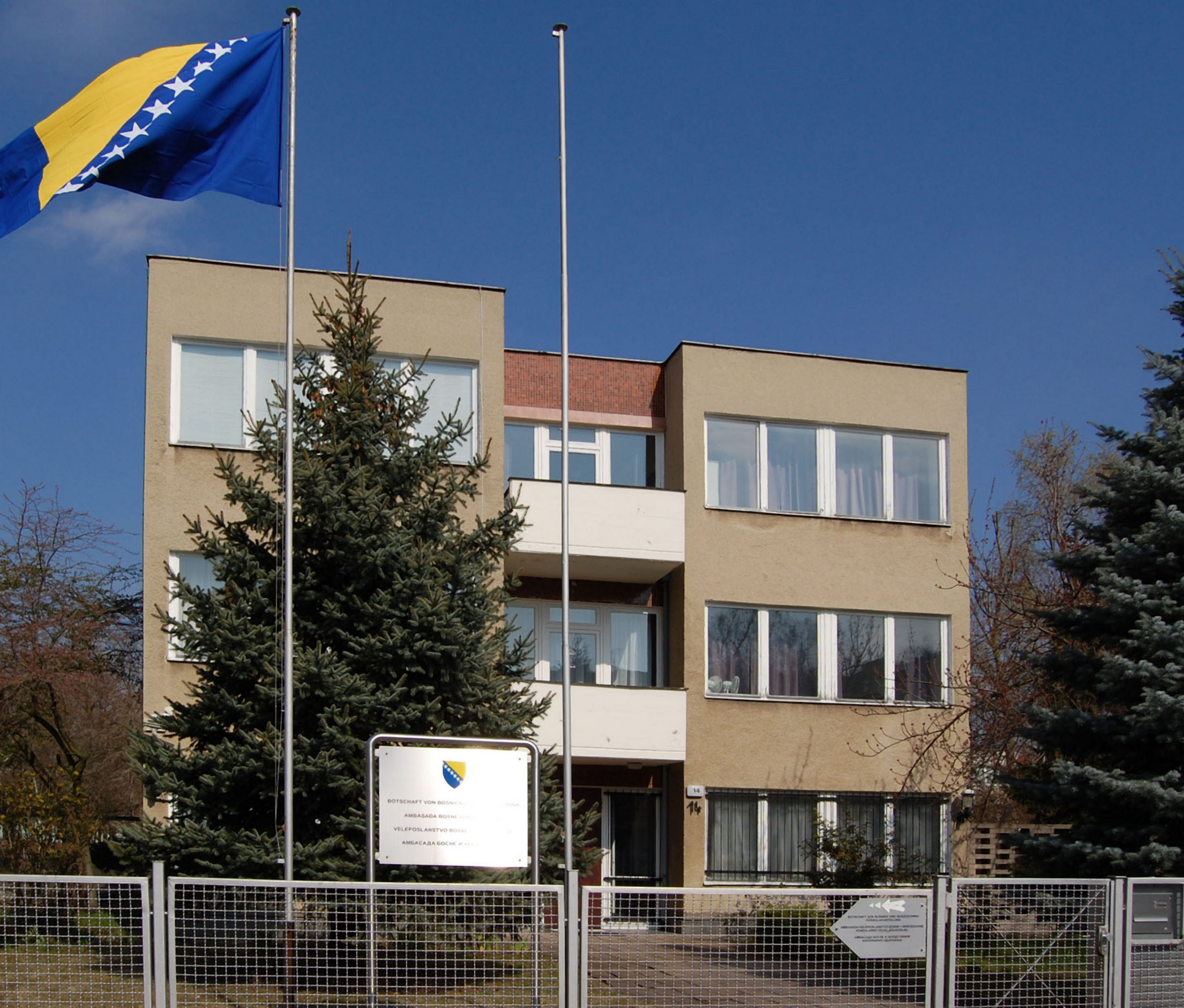
Ambassade à Berlin.
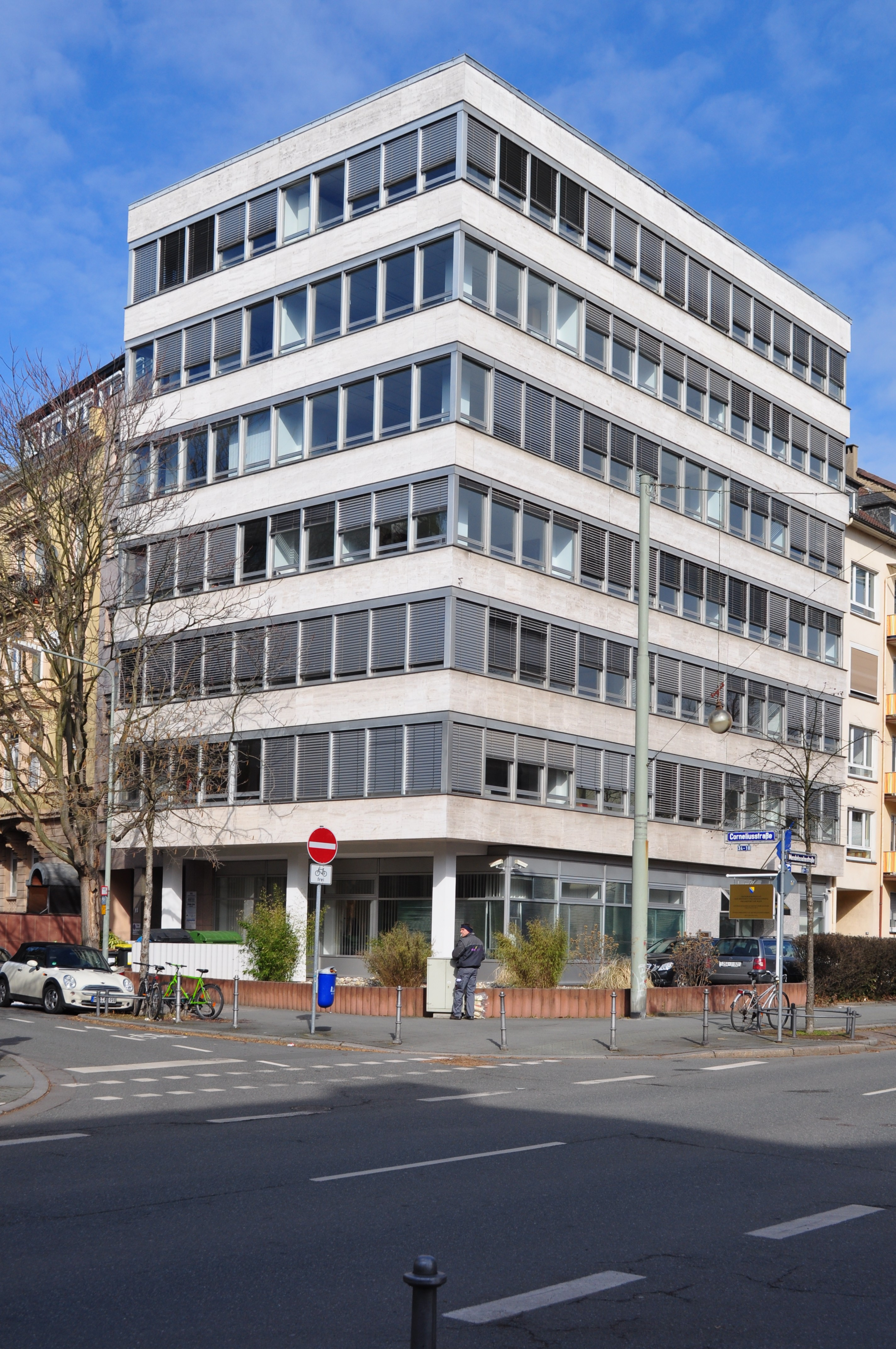
Consulat général à Francfort.
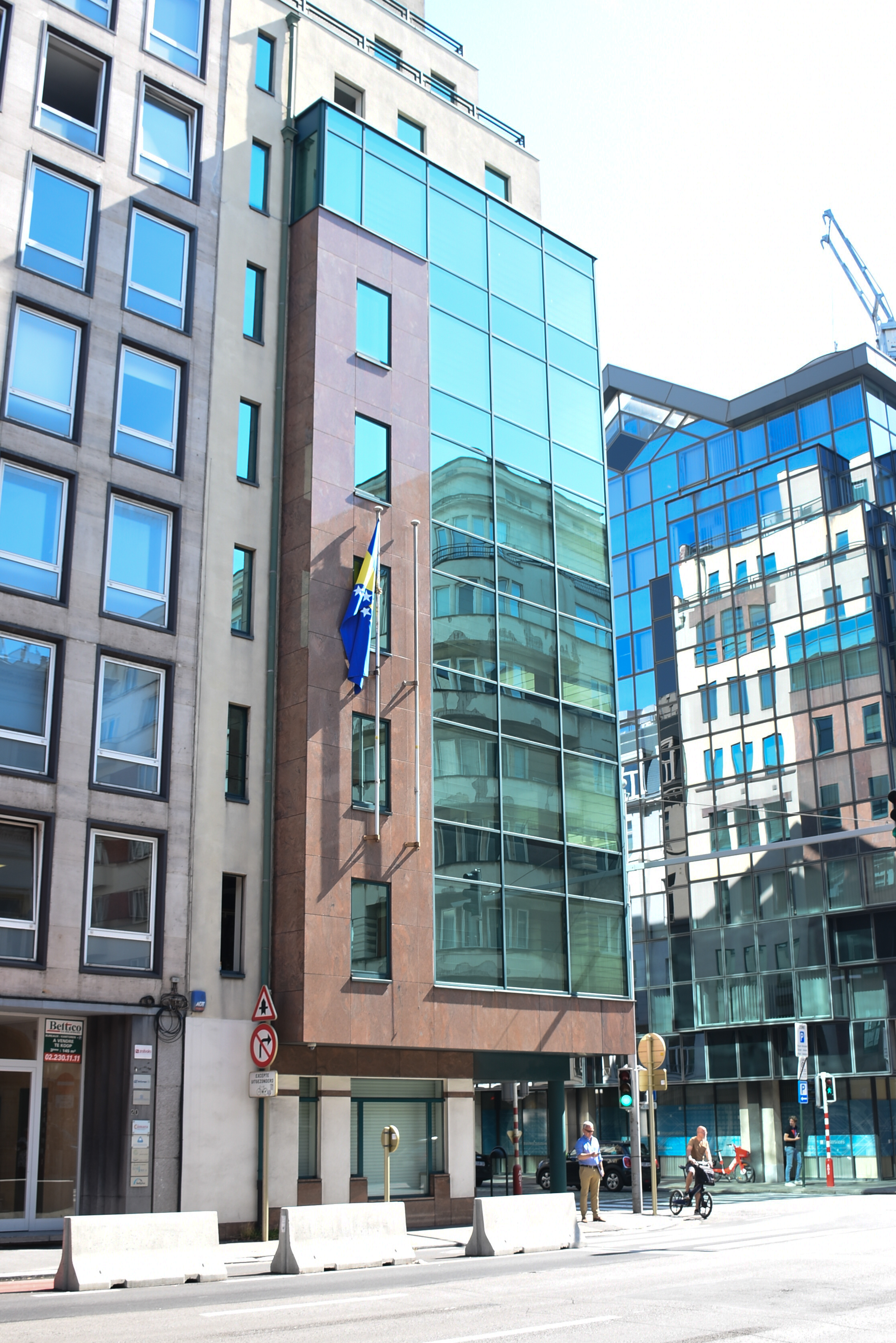
Ambassade à Bruxelles.
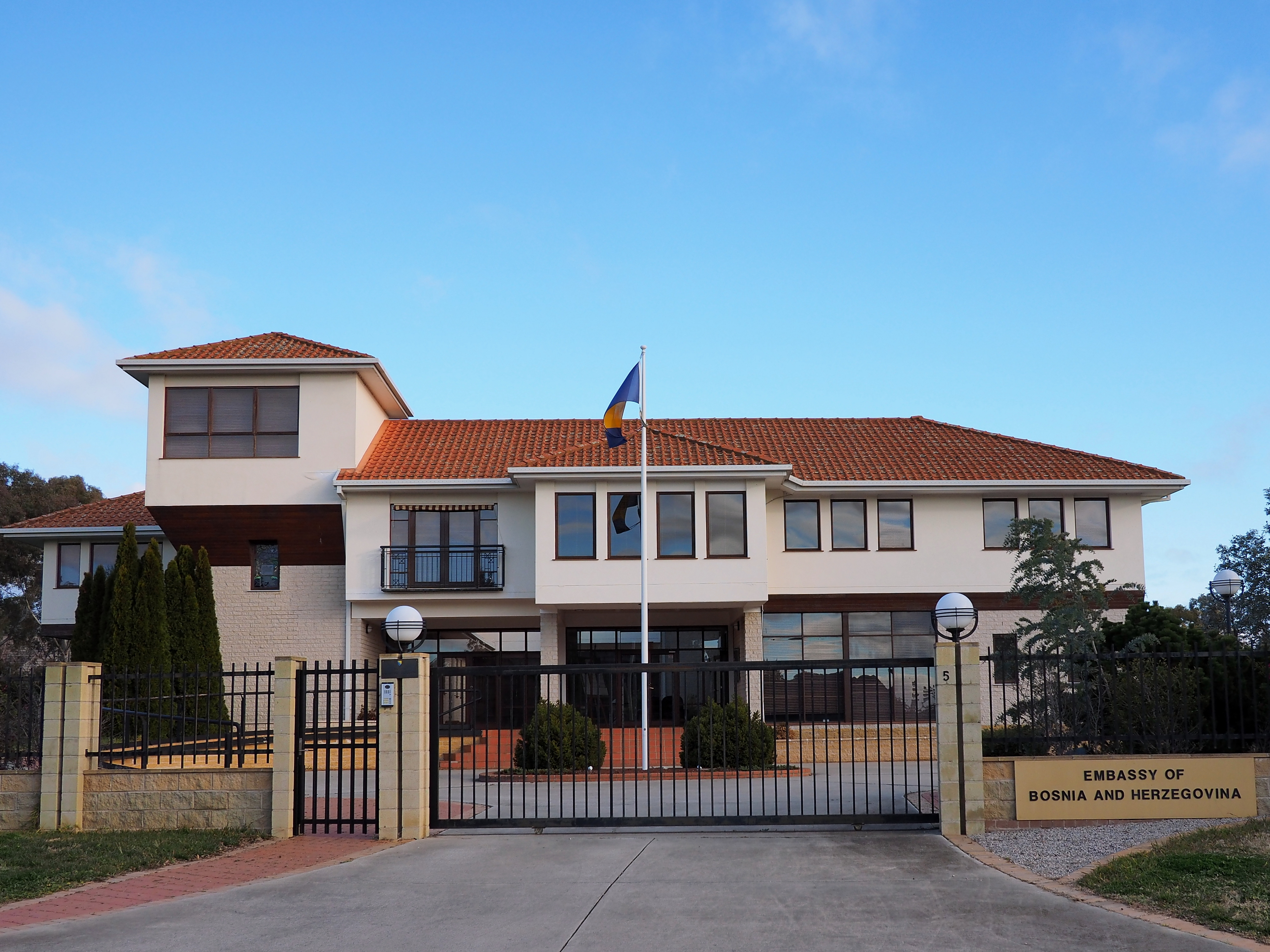
Ambassade à Canberra.
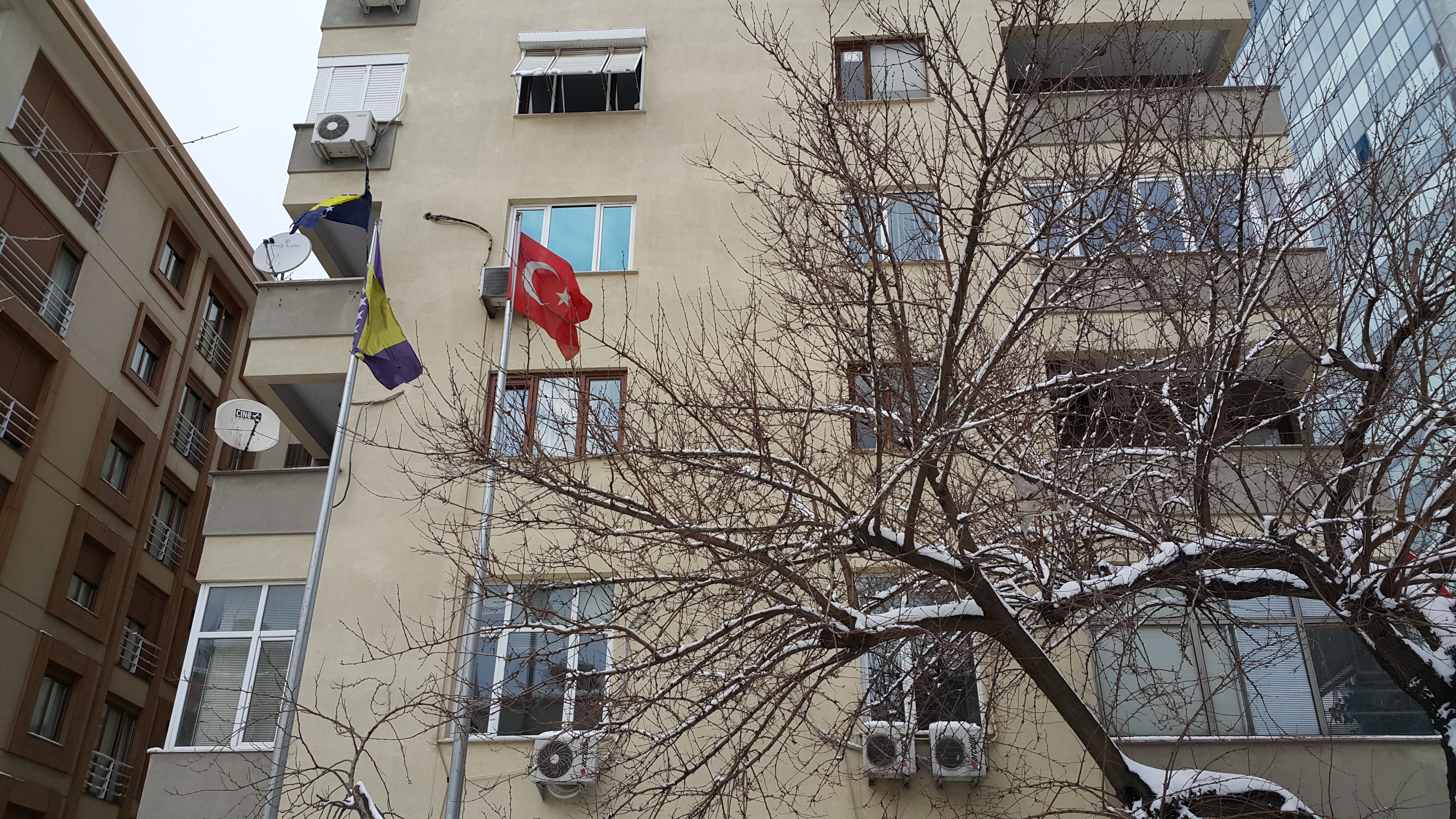
Consulat général à Istanbul.
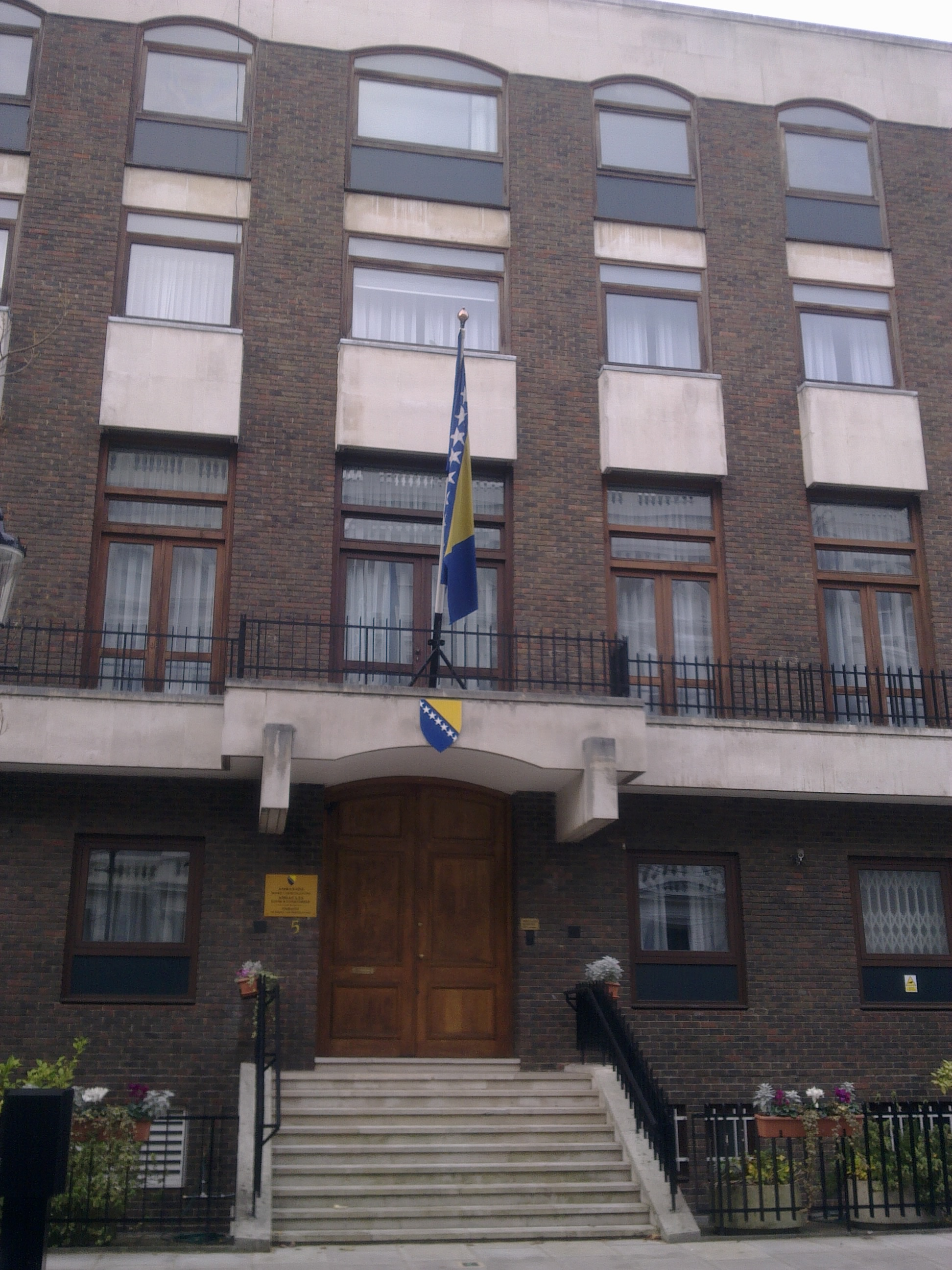
Ambassade à Londres.
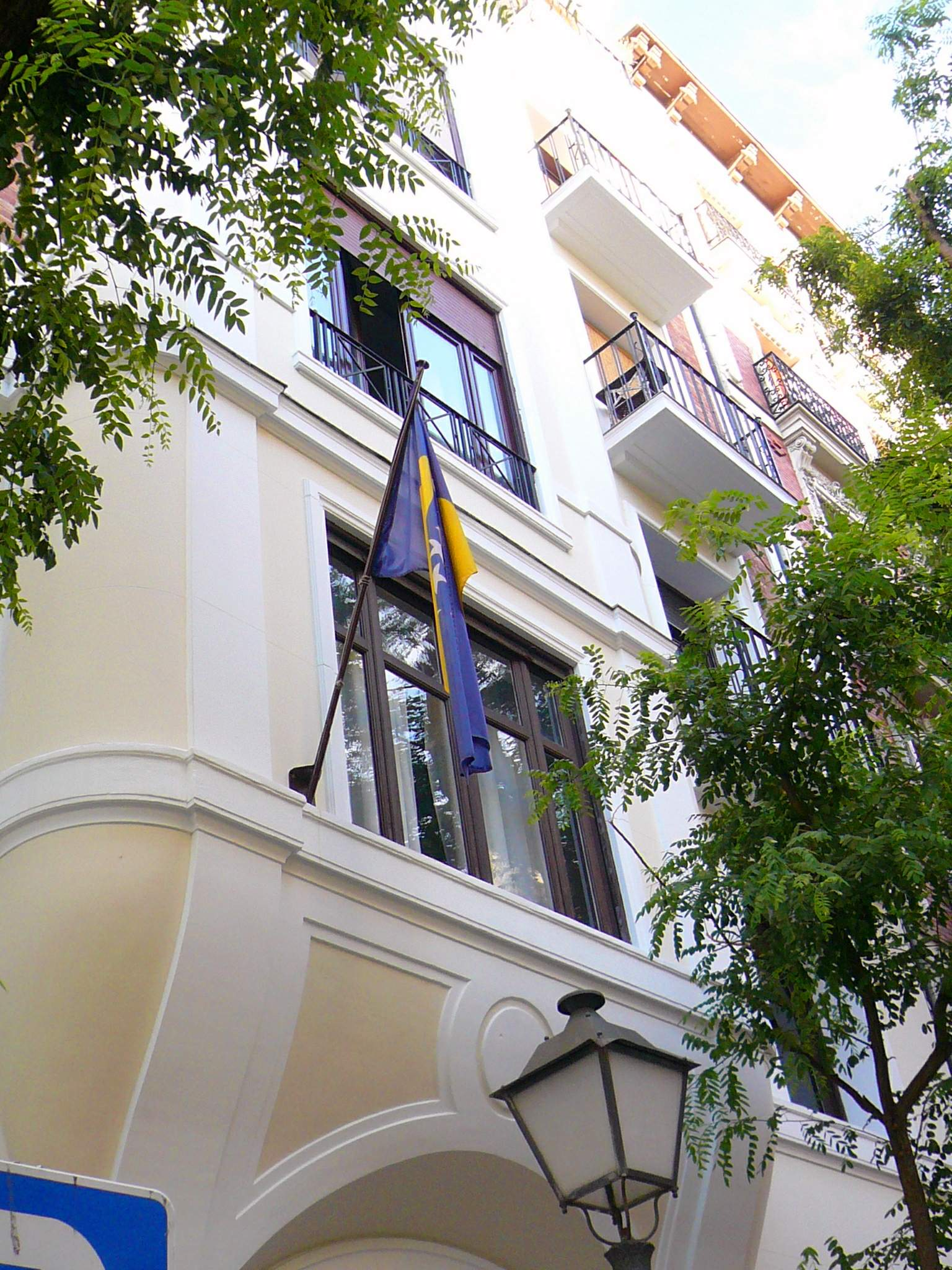
Ambassade à Madrid.
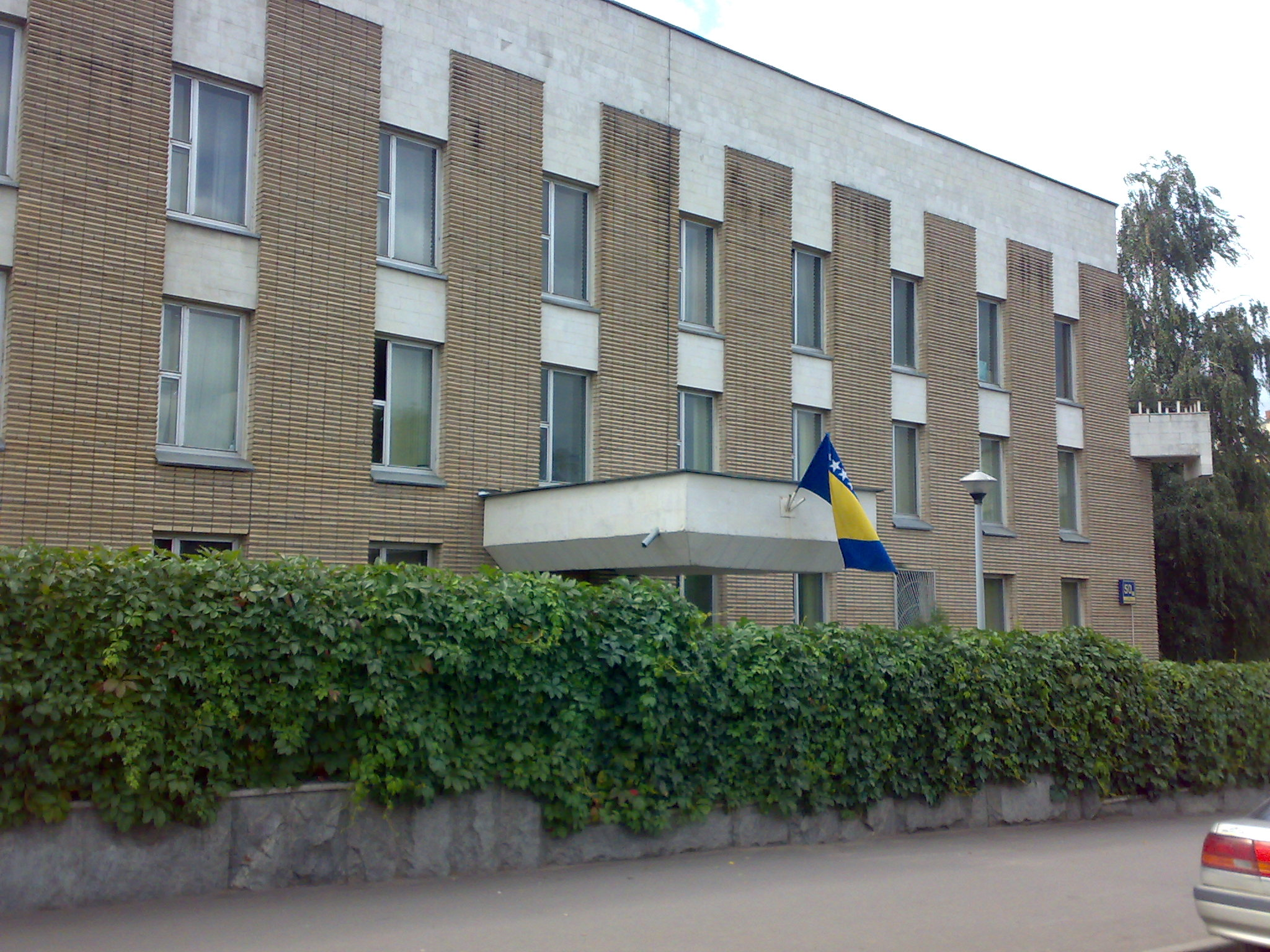
Ambassade à Moscou.
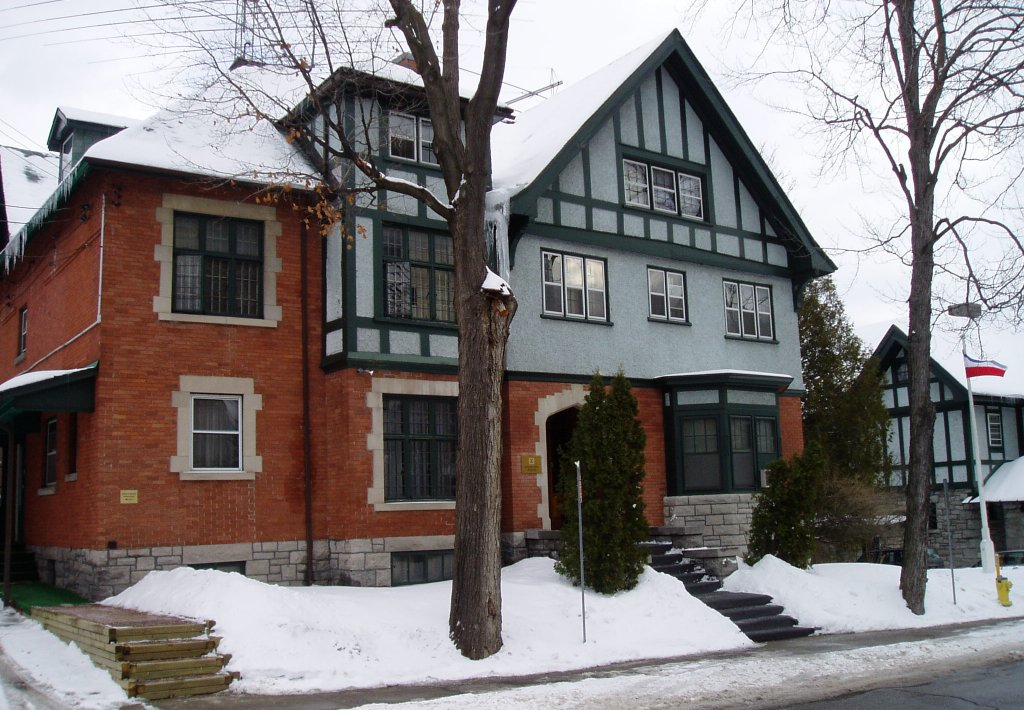
Ambassade à Ottawa.
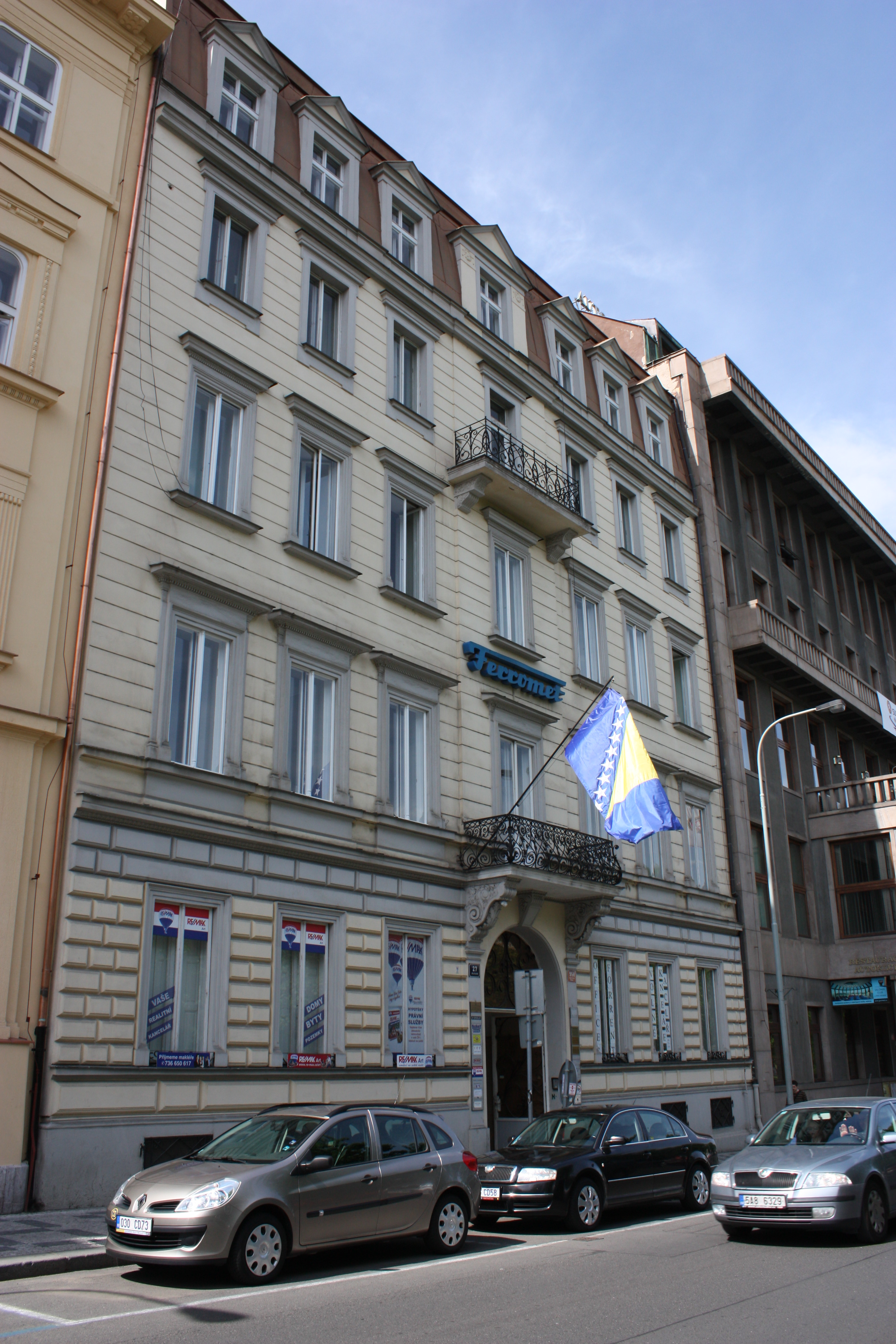
Ambassade à Prague.
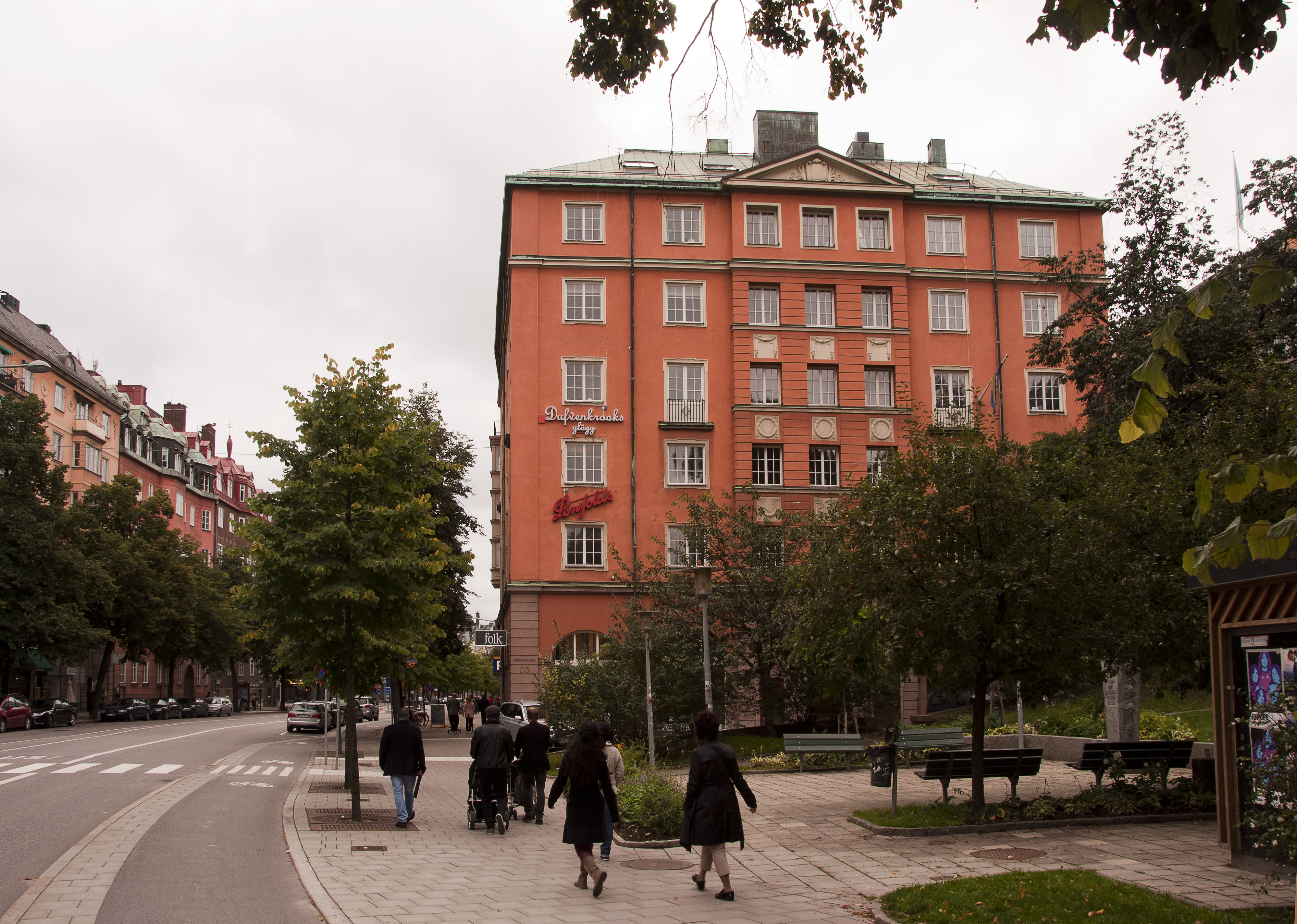
Ambassade à Stockholm.
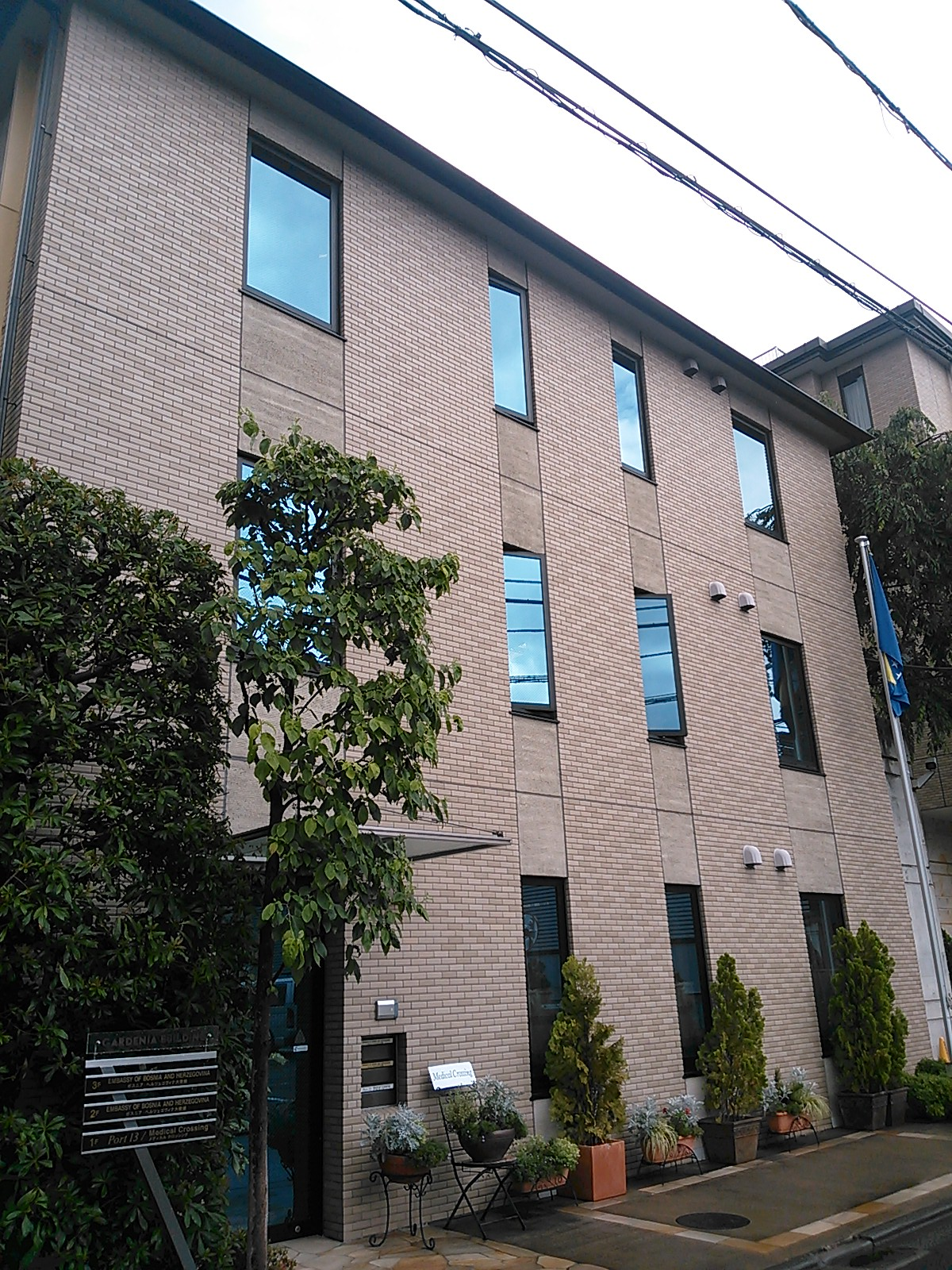
Ambassade à Tokyo.
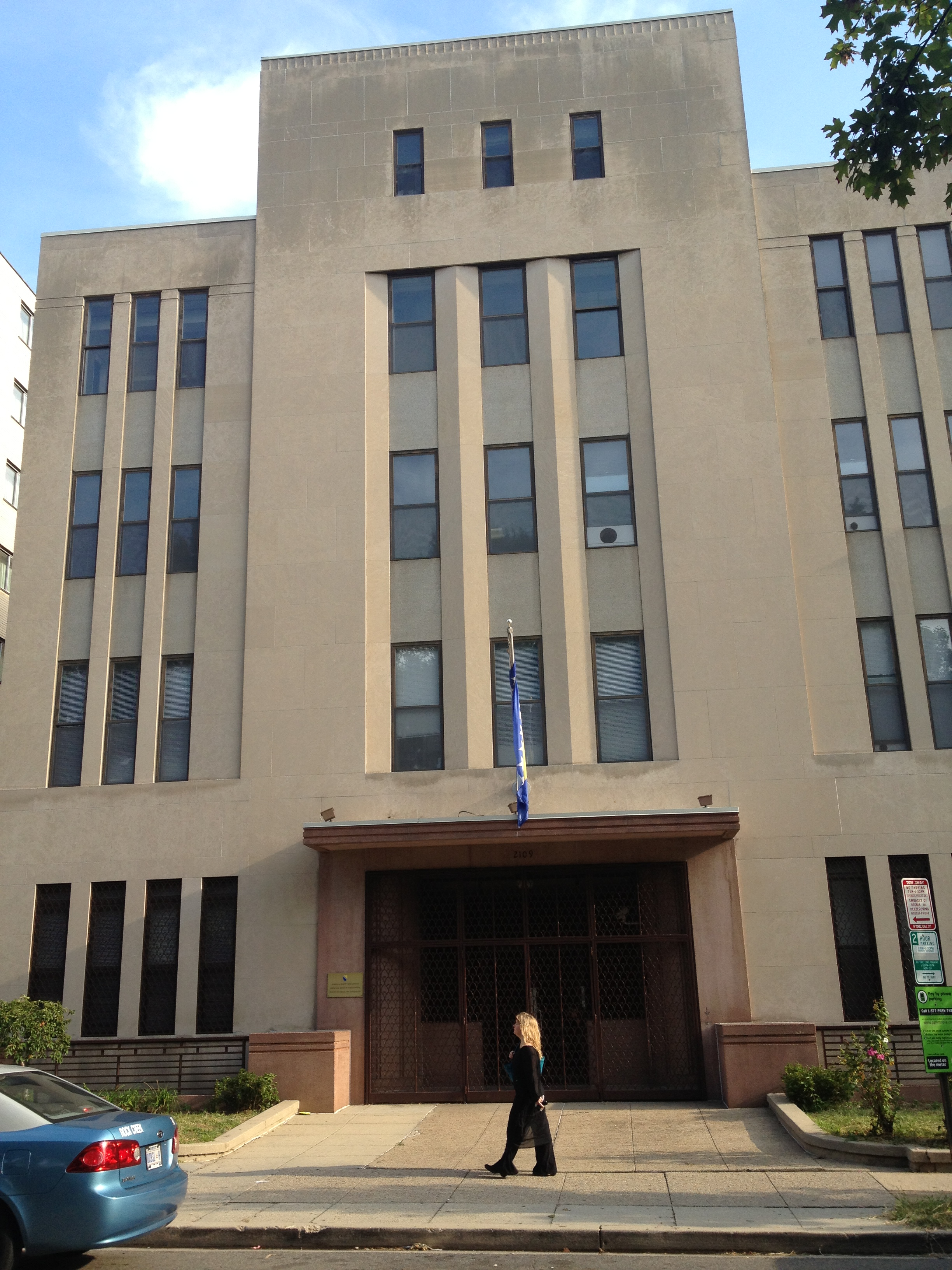
Ambassade à Washington.